# Trh Aligre

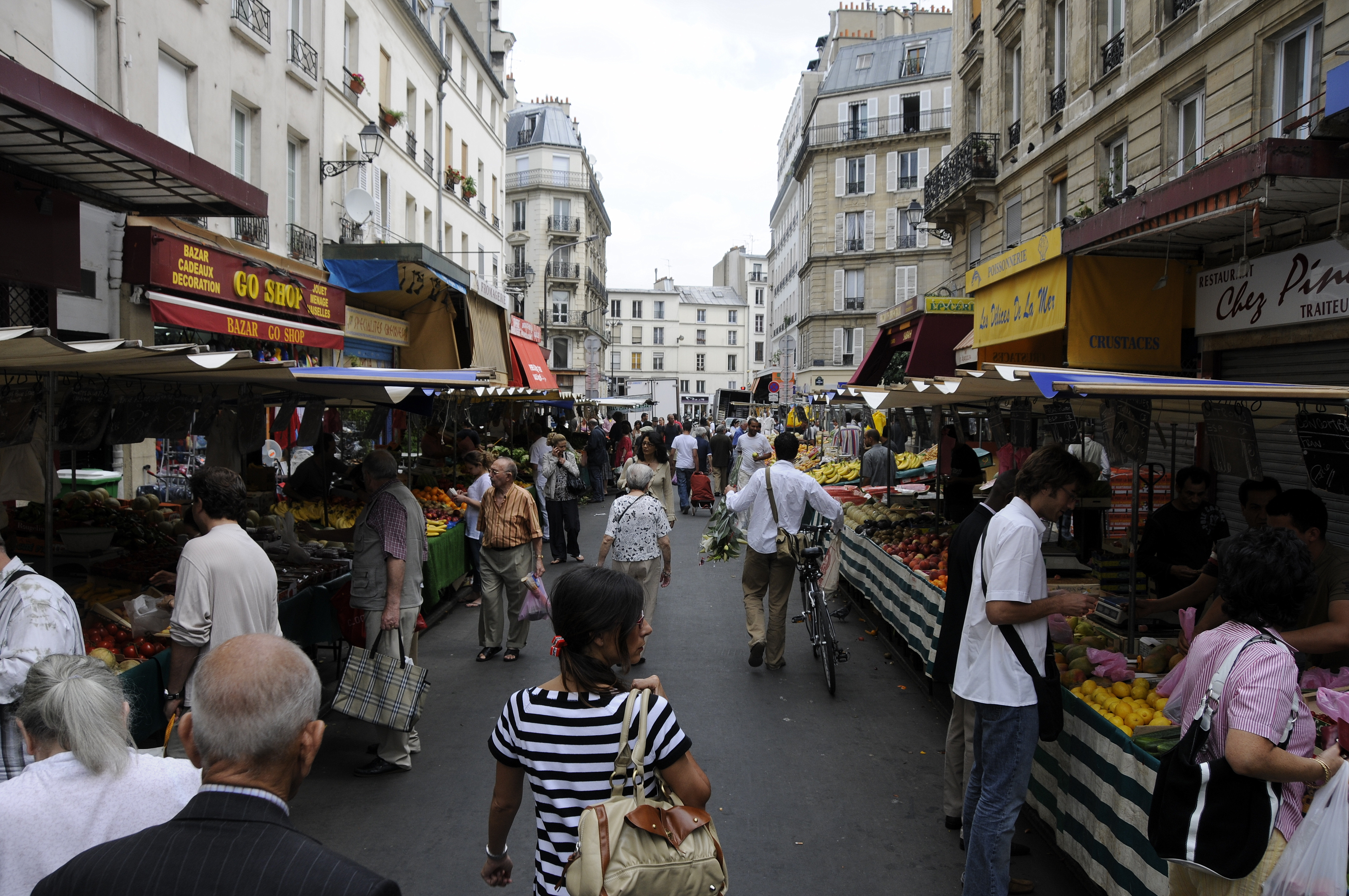
Trh v ulici Rue d'Aligre

Trh Aligre (francouzsky Marché d'Aligre) je trh v Paříži, který se koná každý den kromě pondělí na náměstí Place d'Aligre a v ulici Rue d'Aligre ve 12. obvodu.

## Historie
Krytou tržnici Beauvau-Saint-Antoine postavil v roce 1779 architekt Nicolas Samson-Lenoir (1726-1810) na pozemku zakoupeném od kláštera Saint-Antoine-des-Champs. V roce 1843 ji přestavěl Marc-Gabriel Jolivet, architekt města Paříže. Budova je chráněná jako historická památka. Název trhu je odvozen od náměstí a ulice. Étienne François d'Aligre (1727-1798) byl prezidentem Pařížského parlamentu.

## Charakteristika
Trh Aligre se otevírá každé ráno kromě pondělí a skládá se ze dvou částí: krytá tržnice Beauvau v západní polovině náměstí Place d'Aligre a volné tržiště ve východní polovině náměstí a přilehlé ulici Rue d'Aligre. Prodejci, kteří jsou shromážděni venku na náměstí, jsou umístěni v půlkruhu. O správu trhu se stará místní sdružení Commune libre d'Aligre.